# Kunstmuseum Ravensburg
Das Kunstmuseum Ravensburg ist ein städtisches Museum für moderne und zeitgenössische Kunst im oberschwäbischen Ravensburg.

## Geschichte
Das Kunstmuseum tritt die Nachfolge der Städtischen Galerie Ravensburg an, die im Alten Theater am Gespinstmarkt in Wechselausstellungen bis 2011 insbesondere Kunst der klassischen Moderne, zeitgenössische Kunst und zeitgenössische Photographie zeigte.
Die vom Gemeinderat beschlossene Schaffung des neuen Kunstmuseums im Mai 2009 wurde in der Bevölkerung kontrovers diskutiert, u. a. aufgrund der Art der Finanzierung (die Stadt mietet das Gebäude für 30 Jahre von einem Bauträger).
Im Februar 2010 wurde ein Förderverein Freunde des Kunstmuseums Ravensburg e. V. gegründet.
Das Museum wurde am 8. März 2013 von Kulturstaatsminister Bernd Neumann eröffnet. Am Eröffnungswochenende konnte das Museum bei kostenlosem Eintritt etwa 6.000 Besucher verzeichnen, bis Anfang Juni 2013 hatte das Museum insgesamt 27.000 Besucher., von März 2013 bis März 2014 hatte das Museum insgesamt 60.000 Besucher.

## Gebäude
Um den Bauplatz für das Gebäude zu schaffen, wurden zunächst nicht denkmalgeschützte Lagergebäude und ein Geschäftshaus (mit Tanzschule) aus dem 19. und 20. Jahrhundert abgerissen. Der Spatenstich für das neue Museum war am 21. September 2010, das Richtfest konnte am 10. Mai 2012 gefeiert werden. Direkt neben dem Museum entstand gleichzeitig ein Wohn- und Geschäftshaus desselben Bauträgers.

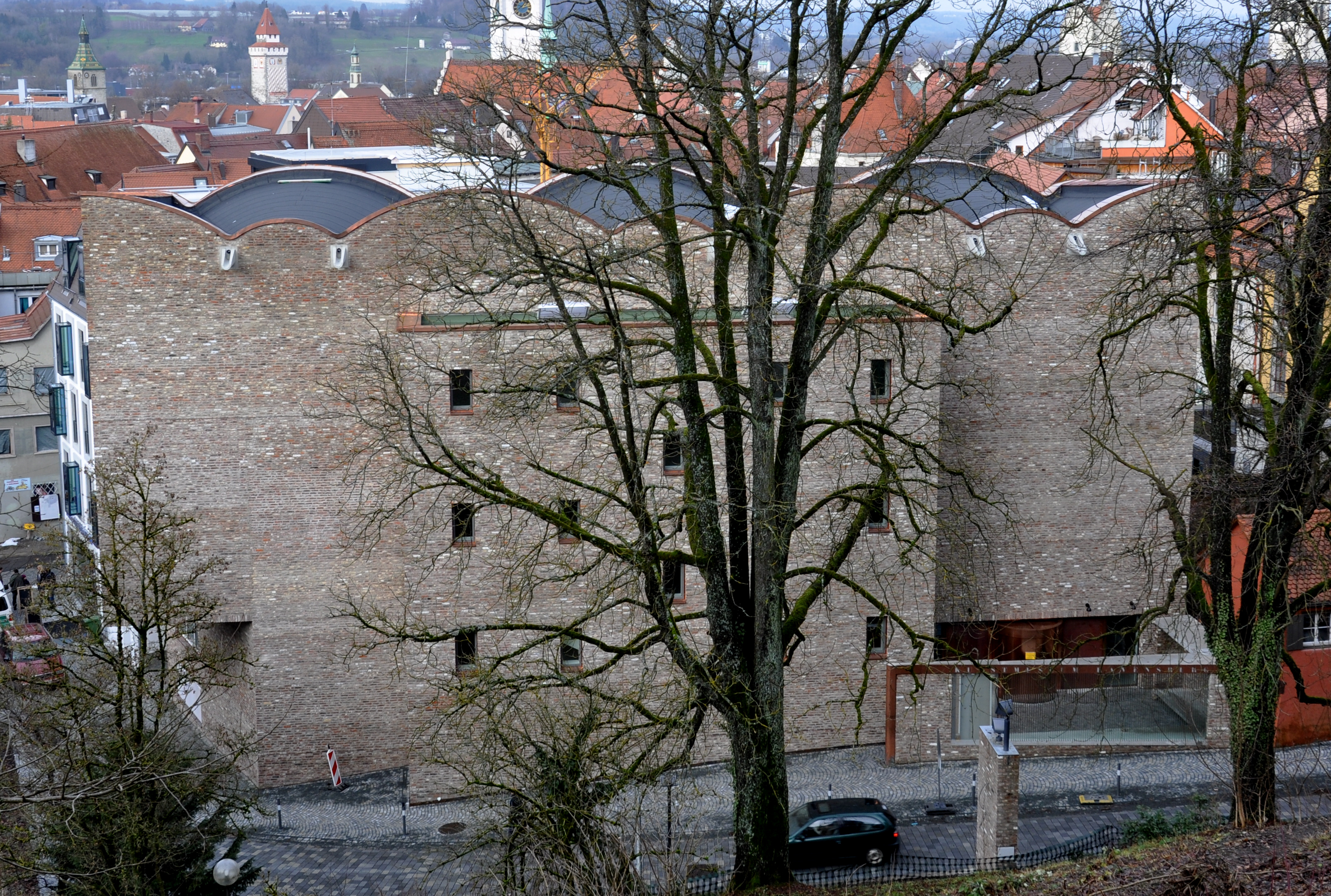
Ansicht des Museums mit seiner Dachkonstruktion

Das Gebäude wurde vom Stuttgarter Architekturbüro Lederer+Ragnarsdóttir+Oei entworfen und ist das weltweit erste als Passivhaus errichtete Museum. Der geplante Energiebedarf wird mit 15 kWh pro Jahr und m² angegeben. Die weitgehend fensterlose zweischalige Außenwand besteht aus einer tragenden Betonmauer, einer 24 cm starken Wärmedämmung und einer äußeren Schale aus gebrauchtem Klinker, der von einem abgebrochenen belgischen Kloster stammt. Das oberste Geschoss schließt nach oben mit an der Fassade ablesbaren Gewölben ab. Die Dachgrundfläche ist in jeweils entgegengesetzte trapezförmige Abschnitte unterteilt, über denen kegelstumpfförmige Ziegelgewölbe errichtet sind. Somit wechseln sich am oberen Abschluss der Fassade kleinere und größere Bögen ab.
Für das Museumsgebäude erhielt das Architekturbüro unter anderen Preisen 2013 den Deutschen Architekturpreis, den DAM Preis für Architektur in Deutschland und den Hugo-Häring-Preis 2014 des Bund Deutscher Architekten Baden-Württemberg.
Der Museumsneubau liegt in der Ravensburger Altstadt in der Burgstraße neben dem Museum Ravensburger (eröffnet 2010). Damit liegt es auch in der Nähe des Museums Humpis-Quartier (eröffnet 2009) in der Marktstraße und bildet mit den genannten Museen und dem Wirtschaftsmuseum Kreis Ravensburg (eröffnet 2012) ein „Museumsviertel“.

## Leitung
Gründungsdirektorin des Kunstmuseums ist die Kunst- und Kulturwissenschaftlerin und Kuratorin Nicole Fritz. Seit März 2018 übernahm Ute Stuffer die Leitung des Kunstmuseum Ravensburg. 

## Auszeichnungen
2014 wurde das Kunstmuseum Ravensburg für den Europäischen Museumspreis (EMYA) nominiert.
Im November 2015 hat die deutsche Sektion des internationalen Kunstkritikervereins AICA das Kunstmuseum Ravensburg zum Museum des Jahres 2015 gewählt.

## Sammlung und Ausstellungen
Grundstock der Sammlung ist eine zunächst auf 30 Jahre befristete Dauerleihgabe der Peter-und-Gudrun-Selinka-Stiftung mit Werken des Expressionismus und der Künstlergruppen CoBrA und SPUR.
Gezeigt werden Präsentationen aus dem Bestand der Sammlung Selinka sowie Wechselausstellungen moderner und zeitgenössischer Kunst. 

### Eröffnungsausstellung

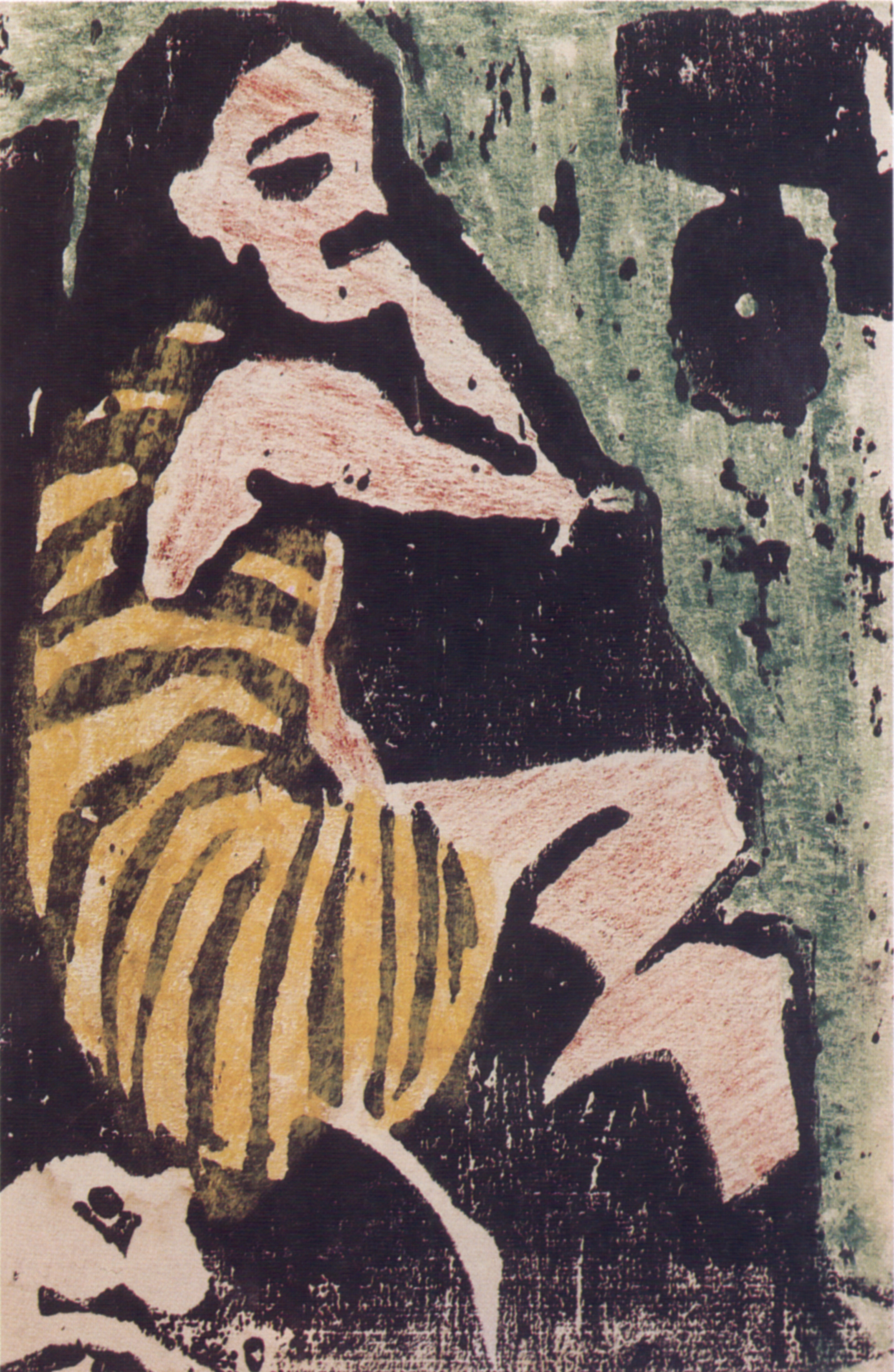
Ernst Ludwig Kirchner: Artistin, Farbholzschnitt, 1910 (Sammlung Selinka)

Die Eröffnungsausstellung 2013 mit Werken aus der Sammlung Selinka und weiteren Leihgaben trug den Titel „Appassionata – Die Sammlung Selinka im Dialog“. Gezeigt wurden u. a. Werke von Pierre Alechinsky, Karel Appel, André Butzer, Constant, Otto Dix, Hadassah Emmerich, Lothar Fischer, Sebastian Hammwöhner, Erich Heckel, Alexej von Jawlensky, Asger Jorn, Lucebert, Jonathan Meese, Max Pechstein, Heimrad Prem, Max Kaus, Anton Kerschbaumer, Ernst Ludwig Kirchner, Gabriele Münter, Otto Mueller, Saskia Niehaus, Michael Nitsche, Franz Nölken, Tal R, Anton Rooskens, Karl Schmidt-Rottluff, Renée Sintenis, Helmut Sturm, Mary Wigman und HP Zimmer.

### Wechselausstellungen
- 16. März – 10. Juni 2019: Ernst Ludwig Kirchner. Fantastische Figuren
- 27. Januar – 8. April 2018: Marcus Schwier. Ravensburg.
- Ende Dezember 2015 bis 10. April 2016: Max Pechstein. Körper. Farbe. Licht.
- 12. April – 24. August 2014: Stephan Balkenhol
- 16. November 2013 – 23. März 2014: Egon Schiele. Der Anfang
- 6. Juli – 27. Oktober 2013: Gert und Uwe Tobias
- 17. Juli – 11. Oktober 2013: Wynrich Zlomke
- 9. März – 16. Juni 2013: Appassionata. Die Sammlung Selinka im Dialog
- 15. März – 6. Juli 2025: Alina Szapocznikow – Körpersprachen